# 浙江省人民代表大会常务委员会
浙江省人民代表大会常务委员会（简称浙江省人大常委会）是浙江省人民代表大会的常设机关，对浙江省人民代表大会负责并报告工作。常务委员会由主任、副主任若干人，秘书长、委员若干人组成。

## 历史沿革
中华人民共和国1954年宪法及地方组织法并未规定设置省级人大的常务机关。
1979年7月，第五届全国人民代表大会第二次会议通过《关于修正中华人民共和国宪法若干规定的决议》，其中规定：“县和县以上地方各级人民代表大会设立常务委员会，它是本级人民代表大会的常设机关”。1979年12月13日至18日，召开浙江省第五届人民代表大会第二次会议，选举产生常务委员会。12月19日，浙江省第五届人民代表大会常务委员会举行第一次会议，决定设置办公厅作为省人大常委会的办事机构。

## 机构设置
- 办公厅
  - 秘书处
  - 会议处
  - 综合处
  - 人事处（机关党办）
  - 行政接待处
  - 离退休干部工作处
  - 信访办公室
- 研究室
  - 调研处
  - 理论处
  - 宣传处
- 工作委员会
  - 法制工作委员会
  - 监察和司法工作委员会
  - 预算工作委员会
  - 教育科技文化卫生工作委员会
  - 外事工作委员会
  - 农业与农村工作委员会
  - 环境与资源保护工作委员会
  - 社会建设工作委员会
  - 代表工作委员会
- 代表资格审查委员会

直属事业单位
- 浙江省人大常委会办公厅信息中心
- 《浙江人大》杂志社

## 历届组成人员

### 第五届
- 任期：1979年12月－1983年4月
- 主任：铁瑛
- 副主任：王芳、刘丹、刘子正、夏琦、林辉山、厉矞华、李蓝炎、王启东、朱祖祥、余纪一（1981年5月增选）、邢子陶（1981年5月增选）、王耀亭（1982年6月增选）
- 秘书长：王芳

### 第六届
- 任期：1983年4月－1988年2月
- 主任：李丰平
- 副主任：陈安羽、刘丹（1985年6月辞任）、刘子正（1985年6月辞任）、商景才、厉矞华、吴植椽、王启东、朱祖祥、余纪一（1985年6月辞任）、邢子陶（1985年6月辞任）、李克昌
- 秘书长：杨彬

### 第七届
- 任期：1988年2月－1993年1月
- 主任：陈安羽
- 副主任：吴敏达、吴植椽、厉矞华、王启东、朱祖祥、王裕民、杨彬
- 秘书长：杨彬

### 第八届
- 任期：1993年1月－1998年1月
- 主任：李泽民
- 副主任：许行贯、王启东、杨彬、李德葆、孔祥有、郑树、毛昭晰
- 秘书长：杨彬（1995年2月辞任） → 宋益康

### 第九届
- 任期：1998年1月－2003年1月
- 主任：李泽民
- 副主任：斯大孝、张友余、孔祥有、鲁松庭（2002年1月当选）、徐志纯、祝耀祖、李志雄、孙优贤
- 秘书长：杨丽英

### 第十届
- 任期：2003年1月－2008年1月
- 主任：习近平（2007年5月辞任） → 俞国行（2007年5月代理）
- 副主任：俞国行、鲁松庭（2007年1月辞任）、章猛进（2007年2月当选）、徐志纯、卢文舸、叶荣宝、葛圣平、李志雄、孙优贤、徐宏俊
- 秘书长：李步星

### 第十一届
- 任期：2008年1月－2013年1月
- 主任：赵洪祝
- 副主任：王永明、徐宏俊、金德水（2011年1月21日当选）、吴国华、刘奇（2011年1月14日辞任）、程渭山、张家盟（2010年5月28日辞任）、冯明、厉志海（2011年1月21日当选）
- 秘书长：姚民声

### 第十二届
- 任期：2013年1月－2018年1月
- 主任：夏宝龙（2017年4月28日辞任） → 车俊（2017年7月7日当选）
- 副主任：茅临生（2017年3月30日辞任）、程渭山（2017年3月30日辞任[3]）、王辉忠（2016年1月28日当选）、毛光烈（2015年1月25日当选[4]）、袁荣祥（2014年1月20日当选[5]）、冯明、王永昌（2016年3月31日辞任[6]）、刘力伟（2016年1月28日当选[7]）、厉志海、姒健敏
- 秘书长：厉月姿

### 第十三届
- 任期：2018年1月－2023年1月
- 主任：车俊（2020年9月4日辞任） → 袁家军（2020年9月29日当选－2022年12月23日辞任）
- 副主任：梁黎明、姒健敏、李卫宁、李学忠、赵光君、史济锡、熊建平（2021年1月30日当选）
- 秘书长：李火林（2021年1月24日辞任） → 鲁俊（2021年1月30日当选）

### 第十四届
- 任期：2023年1月－
- 主任：易炼红（2024年11月27日辞任）、王浩（2025年1月17日当选）
- 副主任：陈金彪、高兴夫（2025年8月18日被查）、吴晶、刘忻、赵光君、暨军民（2025年1月12日辞任）、彭佳学（2025年1月17日当选）
- 秘书长：鲁俊